# Urmitz
Urmitz è un comune di 3 489 abitanti della Renania-Palatinato, in Germania.

Appartiene al circondario (Landkreis) di Mayen-Coblenza (targa MYK) ed è parte della comunità amministrativa (Verbandsgemeinde) di Weißenthurm.